# Program Viking
Program Viking bio je američki program istraživanja planeta Marsa, koji se sastojao od dvije letjelice, Viking 1 i Viking 2.  Obje letjelice sastojale su se od dva djela, orbitera koji su kružili oko Marsa i slali podatke na Zemlju, te landera (sletača) koji su sletjeli na površinu Marsa.  Letjelice su lansirane 1975., stigle na Mars 1976., a podatke slale do 1978. (orbiter Vikinga 2), 1980. (lander Vikinga 2 i orbiter Vikinga 1), odnosno 1982. (lander Vikinga 1).  Obje misije smatraju se uspješnima.